# Bezirk Radautz
Der Bezirk Radautz (rumänisch: Rădăuț; ruthenisch: Radiwci) war ein Politischer Bezirk im Herzogtum Bukowina. Der Bezirk umfasste Gebiete im Osten der Bukowina. Sitz der Bezirkshauptmannschaft war die Stadt Radautz (Rădăuți). Das Gebiet wurde nach dem Ersten Weltkrieg Rumänien zugeschlagen und ist heute Teil des rumänischen Anteils der Bukowina im Norden Rumäniens (Kreis Suceava).

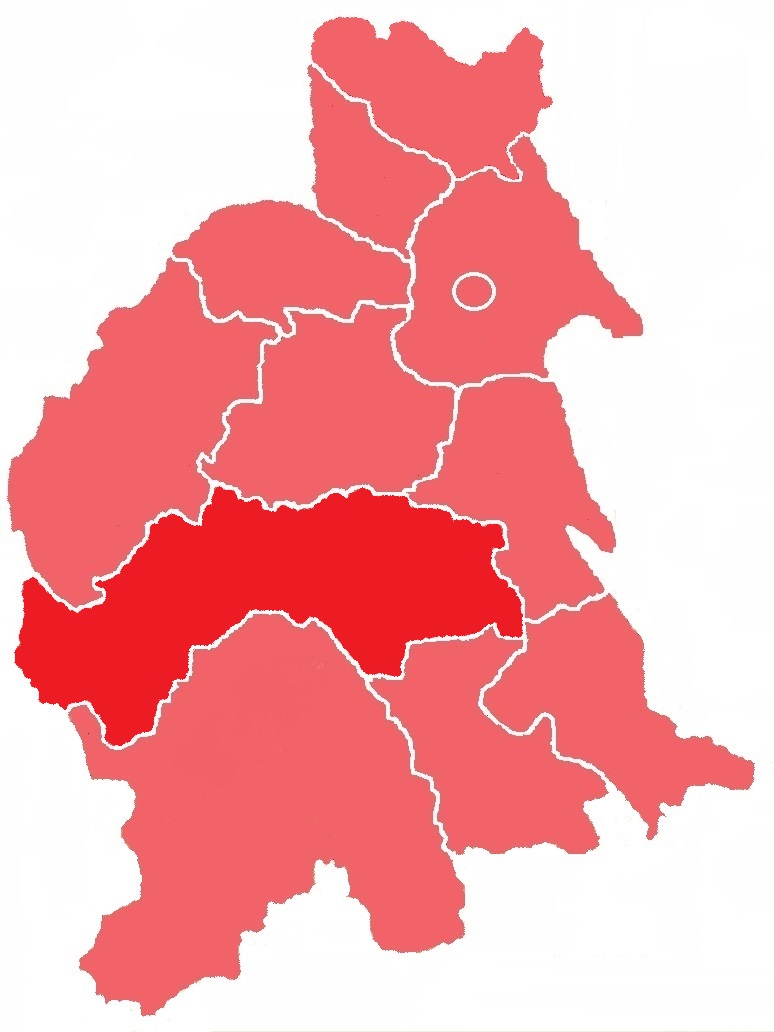
Lagekarte des Bezirks Radautz innerhalb des Herzogtums Bukowina (1910)

## Geschichte
Die modernen, politischen Bezirke der Habsburgermonarchie wurden um das Jahr 1868 im Zuge der Trennung der politischen von der judikativen Verwaltung geschaffen. Der Bezirk Radautz  wurde 1868 aus den Gerichtsbezirken Radautz und Solka (Solca) gebildet. 1886 wurde die Errichtung eines weiteren Gerichtsbezirks bestimmt, wofür drei Gemeinden des Gerichtsbezirks Radautz zum Gerichtsbezirk Seletin zusammengeschlossen wurden. Die Verordnung wurde dabei per 1. Juni 1888 amtswirksam. Per 1. Oktober 1893 wurden der Gerichtsbezirk Solka aus dem Bezirk Radautz herausgelöst und mit dem Gerichtsbezirk Gurahumora zum Bezirk Gurahumora vereint, woraufhin der Bezirk Radautz wieder aus zwei Gerichtsbezirken bestand.
Im Bezirk Radautz lebten im Jahr 1869 73.601 Menschen, bis zum Jahr 1900 erhöhte sich die Einwohnerzahl auf 82.152 Personen. Von der Bevölkerung hatten 1900 47.919 Rumänisch (58,3 %) als Umgangssprache angegeben, 21.493 Personen sprachen Deutsch (26,2 %), 8.864 Ruthenisch (10,8 %) und 3.326 eine andere Sprache (4,0 %). Der Bezirk umfasste 1900 eine Fläche von 184,097 km² sowie zwei Gerichtsbezirke mit 28 Gemeinden und fünf Gutsgebieten.
| Jahr | Ein- wohner | Deutsch- sprachige | Ruthenisch- sprachige | Rumänisch- sprachige | Anders- sprachige |
| ---- | ----------- | ------------------ | --------------------- | -------------------- | ----------------- |
| 1869 | 73.601      |                    |                       |                      |                   |
| 1880 | 81.410      | 17.336             | 7.003                 | 52.288               | 4.645             |
| 1890 | 92.554      | 20.687             | 8.837                 | 58.080               | 4.297             |
| 1900 | 82.152      | 21.493             | 8.864                 | 47.919               | 3.326             |

## Ortschaften
Auf dem Gebiet des Bezirks bestanden 1910 Bezirksgerichte in Radautz und Seletin, diesen waren folgende Orte zugeordnet:
Gerichtsbezirk Radautz:
- Stadt Radautz

Gerichtsbezirk Seletin:
- Cameral Schipoth
- Seletin
- Straza